# Портрет Алексея Николаевича Бахметева
«Портрет Алексея Николаевича Бахметева» — картина Джорджа Доу и его мастерской из Военной галереи Зимнего дворца.
Картина представляет собой погрудный портрет генерал-лейтенанта Алексея Николаевича Бахметева из состава Военной галереи Зимнего дворца.
Во время Отечественной войны 1812 года генерал-майор Бахметев командовал 23-й пехотной дивизией, в Бородинском бою был тяжело ранен (ему ядром оторвало правую ногу выше колена), за отличие был произведён в генерал-лейтенанты и более в военных действиях против Наполеона участия не принимал.
Изображён в генеральском мундире, введённом для пехотных генералов 7 мая 1817 года; к спинке стула, на котором сидит Бахметев, прислонён костыль. На шее крест ордена Св. Георгия 3-й степени; по борту мундира кресты орденов Св. Анны 1-й степени с алмазами и Св. Владимира 2-й степени; справа на груди бронзовая дворянская медаль «В память Отечественной войны 1812 года» на Владимирской ленте, серебряная медаль «В память Отечественной войны 1812 года» на Андреевской ленте и звёзды орденов Св. Александра Невского и Св. Владимира 2-й степени. Звезды ордена Св. Анны 1-й степени нет, поскольку при наличии ордена Св. Александра Невского анненскую звезду было положено снимать и вместо неё вешать крест на шею (в данном случае крест расположен по борту мундира). Справа над эполетом наклонная подпись художника: Painted from nature by Deo Dawe. Подпись на раме с ошибкой в фамилии: А. Н. Бахметьевъ 1й, Генералъ Лейтенантъ.
7 августа 1820 года Комитетом Главного Штаба по аттестации Бахметев был включён в список «генералов, заслуживающих быть написанными в галерею». С августа 1814 года Бахметев был Каменец-Подольским военным губернатором и с мая 1816 года также Бессарабским наместником. 15 июня 1820 года он был по прошению уволен в бессрочный отпуск для лечения и в начале октября проездом из Вильны находился в Санкт-Петербурге — вероятно в это время Доу и начал его портрет. Гонорар за готовую работу Доу был выплачен 20 апреля 1821 года. Готовый портрет был принят в Эрмитаж 7 сентября 1825 года.
Вскоре после написания портрета П. Мейером с него была снята гравюра. В 1840-е годы в мастерской И. П. Песоцкого с портрета была сделана литография, опубликованная в книге «Император Александр I и его сподвижники» и впоследствии неоднократно репродуцированная. При работе с оригиналом Доу копиист не понял изображения спинки стула и проигнорировал её — получилось так, что костыль неестественным образом прислонён к плечу Бахметева. В части тиража была опубликована другая литография с галерейного портрета, отличающаяся мелкими деталями.
В издании «Русские портреты XVIII и XIX столетий» приводится копия с портрета Доу работы неизвестного художника, датированная 1821 годом, в форме овала, принадлежавшая князю Н. П. Лопухину-Демидову, её современное местонахождение не установлено.